# Municipio de Calabazar de Sagua
Municipio de Calabazar de Sagua är en kommun i Kuba.   Den ligger i provinsen Provincia de Villa Clara, i den centrala delen av landet, 260 km öster om huvudstaden Havanna.